# Конспиративни теории за атентатите от 11 септември 2001 г.
Конспиративните теории за атентатите от 11 септември 2001 година са сбор от няколко конспиративни теории, които оспорват и изтъквайки различни аргументи подлагат на съмнение официалната версия на американското правителство, и по-специално на администрацията на Буш, за терористичните атентати срещу САЩ от 11 септември 2001 година. Скоро след атентатите започват да се разпространяват и популяризират книги, филми и Интернет страници, в които се изказват предположения, че отделни членове на правителството на САЩ са знаели за предстоящите атентати, но не са направили нищо за да ги предотвратят, или че атентатите са операция под фалшив флаг, чиято цел е да се създаде атмосфера, в която да може да се оправдае огромното увеличаване на военния бюджет, нападенията срещу страни от Близкия изток за осигуряване на достъп до петрол и засилването на президентската власт. Съществуват такива исторически прецеденти, които са пример за актове на тероризъм от страна на дадено правителство спрямо собствения му народ, но приписвани на политическите му противници за постигане на определена цел. Теориите са дело основно на членовете на Движението за истината за 11 септември, зародило се в началото на 2002 година. Ключовата теория е теорията за контролираното разрушаване на Кулите близнаци и Сграда 7 на Световния търговски център.

## Официална версия
Според официалната версия атентатите от 11 септември 2001 година са внезапни и неочаквани въздушни нападения, извършени срещу САЩ от общо 19 ислямски терористи от арабски произход, отвлекли четири самолета „Боинг“. Два от самолетите се врязват в двата най-високи небостъргача (т.нар. Кули близнаци) на Световния търговски център в Манхатън, Ню Йорк. Първият Полет 11 на „Американ Еърлайнс“ се разбива в Северната кула, вторият Полет 175 на „Юнайтед Еърлайнс“ в Южната 18 минути по-късно. За по-малко от два часа и двата небостъргача се сриват до земята, като първи се срутва вторият ударен небостъргач – Южната кула, а 29 минути след нея и Северната. Терористите разбиват третия самолет Полет 77 на „Американ Еърлайнс“ в Пентагона – седалището на Министерството на отбраната на САЩ, намиращ се в окръг Арлингтън, Вирджиния. Четвъртият самолет Полет 93 на „Юнайтед Еърлайнс“ катастрофира в открито поле в окръг Съмърсет, Пенсилвания, предполага се след като пътниците оказват съпротива.
По официални статистики броят на загиналите при атентатите е общо 2974 души, без да се броят 19-те терористи . Това включва 2603 души, загинали в кулите в Ню Йорк и около тях, 125 в Пентагона, и всичките общо 246 души на борда на самолетите. В Световния търговски център по време на атаките се намират около 17 400 души. По-голямата част от тях успяват да се евакуират. Около 200 души намират смъртта си, след като скачат от горящите сгради. Сред загиналите са 411 спасителни работници, най-вече пожарникари. Три дни по-късно, на 14 септември, Конгресът на САЩ почти единодушно приема резолюция, даваща разрешение на Джордж Уокър Буш да предприеме военни действия в отговор на атаката. Предложената от него на 12 септември резолюция би го упълномощила да води военни действия за в бъдеще без допълнително допитване до Конгреса спрямо всяка група, организация или нация, която той счете за застрашаваща сигурността на САЩ, а не само спрямо участниците в атентатите на 11 септември, но това искане не е прието. Президентът подписва закона упълномощаващ военен отговор на атентатите на 18 септември. Официално е съобщено, че Осама бин Ладен и ръководената от него сунитска ислямистка терористична организация Ал Каида стоят зад този най-мащабен в историята на човечеството терористичен акт.

## Основни положения на конспиративните теории
Основните положения на конспиративните теории за атентатите от 11 септември могат да се обобщят в няколко главни направления:
- Администрацията на Джордж У. Буш има предварителни данни и получава предупреждения за атентатите, но не прави нищо, за да ги предотврати.
- Атентатът е режисиран от кръгове, близки до администрацията на Буш.
  - На въздушната отбрана на САЩ е попречено да изпълни задълженията си от висшестоящи командири. В продължение на две години преди атаките на 11 септември, НОРАД провежда учения с отвличане на самолети като една от мишените е Световният търговски център, докато операция „Маскал“ през октомври 2000 година симулира самолетна катастрофа в Пентагона.[3]
  - Полет 77 е допуснат умишлено да удари Пентагонa или въобще не се е разбил там.
  - Полет 93 е свален от изтребител.
  - Кулите близнаци на Световния търговски център и Световен търговски център 7 от комплекса са разрушени чрез експлозиви, поставени предварително (контролирано разрушаване).[4]

Горните твърдения, особено това за контролираното разрушение на Световния търговски център, официално са отхвърлени в Доклада, разработен от службата на Министерство на търговията на САЩ – NIST (Национален институт за стандарти и технологии на САЩ). Болшинството правителствени служители и държавни строителни инженери не оспорват правителствената версия, според която разбилите се самолети и последвалите пожари са причина за разрушението, а не експлозиви.

### Теория за предварителна информация
Според тази теория правителството на САЩ разполага с достатъчно предварителна информация, за да предотврати или поне успешно противодейства на атентатите, но я игнорира съзнателно и не прави нищо. Аргументите в подкрепа на теорията според нейните поддръжници са следните:
- В своята книга „Хронология на терора“ (The Terror Timeline) независимият журналист Пол Томпсън събира репортажи от различни медии, според които правителството на САЩ, ЦРУ и ФБР са получили многобройни предупреждения за предстоящи терористични атаки в САЩ от правителствата и разузнавателните служби на Франция, Германия, Великобритания, Израел, Афганистан, Индия, Египет, Мароко, Русия и други страни.[8] Така например през юни 2001 година германските тайни служби (BND) предупреждават служители на тайните служби в САЩ: „Терористи от Близкия изток имат намерение да използват търговски самолети, за да нападнат сгради, символ на икономическата, военната и политическата мощ на Америка.“[9]
- На 26 юли 2001 година, CBS News обявява, че министърът на правосъдието на САЩ, Джон Ашкрофт, спира да лети по търговски въздушни линии поради нови данни и преоценка на опасностите от търговските полети. Ашкрофт заявява пред пресата, че няма представа за причините за това предупреждение.[10] Кметът на Сан Франциско Уили Браун получава предупреждение да избягва пътуването със самолет на 11 септември.[11]
- В дните преди 11 септември авиокомпании, банки и застрахователни компании, по-късно засегнати от атентатите на 11 септември, купуват необикновено голям брой права за продажби на акции на по-късна дата.[12] В Доклада на комисията за 11 септември се казва, че лицата, извършили тази търговия, не са свързани с Ал Кайда и следователно тази търговия не е счетена за подозрителна от членовете на комисията.[13] Самоличността на тези лица не е оповестена.
- На 6 август на президента Буш е предоставена нота, озаглавена „Бин Ладен решен да удари в САЩ“.[14] По-късно в показанията си пред Комисията за 11 септември тогавашният съветник по националната сигурност на президента Кондолиза Райс определя това предупреждение като „информация от исторически интерес“. Телевизия MSNBC съобщава на 16 май 2002 година, че президентът Буш е получил планове за война срещу ал Кайда на 9 септември 2001 година[15]

### Теории за отвличането на самолетите
Повдигат се съмнения относно официалната версия за отвличането на самолетите от терористите, замесени в атентата. Съмненията според конспиративните теоретици са базирани на следните твърдения:
- Няма доказателства за присъствието на обявените за похитители араби на борда на отвлечените самолети. Техните имена липсват от списъците с пътници.[16][17][18][19] Също така се поставя под съмнение способността на похитителите да пилотират големи пътнически самолети, тъй като нито един от тях не е имал опит в управлението на такива машини.[20] Похитителят-пилот на полет 77 Хани Ханджур е бил определен като „много неопитен пилот“ от негов инструктор на самолет Чесна 172 и едва ли би могъл да изпълни сложните маневри, които Полет 77 е трябвало да направи, за да се блъсне в западното крило на Пентагона.
- Предполага се, че траекториите на отвлечените самолети са били предварително зададени в бордовите им компютри. Техническите данни на самолета потвърждават тази възможност.[21] Според друга теория, вместо с предварително назначени траектории, самолетите може да са били контролирани с дистанционно управление. Контролиращите може да са се намирали на земята или в друг самолет. Според тази теория един неясен бял обект заснет от видеокамера в небето над Манхатън може да е бил самолетът от който другите два са били управлявани дистационно.[22] В околността на Пентагона също е имало военен самолет, идентифициран като Е-4В „Национален център за въздушни операции“, приспособен за военни цели Боинг 747 – 200, участващ във военните учения на същия ден.[23]
- Смята се също, че през 2001 година не е било възможно да се правят обаждания от мобилни телефони на височината, на която са летели пътническите самолети и че е възможно обажданията да са фалшифицирани посредством компютърна програма, позволяваща пресъздаване на гласа на даден човек.[24]
- На 23 септември 2001 година Би Би Си и Daily Telegraph съобщават, че някои от посочените за похитители са живи.[25][26] Обяснението, дадено впоследствие за тези съобщения е, че става дума за „сгрешена самоличност“.[27]

### Аргументи за предумишлено възпрепятстване на въздушната отбрана
Съществуват теории, че правителствени лица съзнателно са попречили на Военновъздушните сили на САЩ да предотвратят атаките:
- През юни 2001 година е променен протоколът за прихващане на самолети, отклонили се от курса си или нарушили въздушното пространство на САЩ, като пълномощията за взимане на решение за изпращане на изтребители-прехващачи във въздуха са прехвърлени директно на министъра на отбраната Доналд Ръмсфелд.[28]
- Самолетите, ударили Кулите близнаци и Пентагона, е трябвало да бъдат прихванати от изтребители минути след като са се отклонили от курса си. За дванадесетте месеца преди 11 септември 2001 година това се е случвало 67 пъти.[29] Според привържениците на конспиративните теории, прихващането умишлено не е направено. За 11 септември са били насрочени няколко военновъздушни учения,[30] някои от които включващи сценарии с отвлечени самолети, катастрофиращи в сгради.[31] Това е усложнило обстановката и увеличило объркването.[32]
- Министърът на транспорта Норман Минета в своите показания пред Комисията за 11 септември заявява, че вицепрезидентът Дик Чейни е бил уведомен в бункера на Белия дом за приближаващ към Пентагона самолет и е бил запитан дали заповедите са все още валидни, на което вицепрезидентът ядосано отговорил, че заповедите все още са валидни. Според Комисията за атентатите от 11 септември заповедта за сваляне на пътнически самолети е дадена 55 минути след като е бил ударен Пентагона, а според конспиративните теории заповедите, за които е говорил Чейни, са били да не се сваля самолета.[33][34]
- Членовете на Комисията за 11 септември са обсъждали вариант да предадат на прокурор свидетелите (сред които и Ричард Майърс, началник на генералния щаб) по провала на въздушната отбрана заради противоречия в свидетелските им показания, но са решили да не го правят.[35]
- Нито един член на Федералната агенция по авиация, НОРАД, ВВС на САЩ, ЦРУ, ФБР, нито на която и да е друга правителствена агенция или частна фирма не е наказан или понижен заради провала на отбраната на САЩ на 11 септември 2001 година.

### Теории за Полет 93
Полет 93 на Юнайтед е вътрешен полет от Ню Джърси до Сан Франциско. Според официалните теории след около 40 минути полет самолетът е бил превзет от четири ислямски терористи. Според Комисията за 11 септември Полет 93 е катастрофирал близо до гр. Шанксвил, Пенсилвания в резултат на бунт на пътниците, които се опитват да обезвредят терористите.
Според една от конспиративните теории Полет 93 е свален от изтребител. Идеята е лансирана от Дейвид Рей Грифин в неговата книга „Новият Пърл Харбър“ (The New Pearl Harbor). Като доказателство за това се сочи разпръснатостта на отломките на голяма територия. Част от двигател с тегло половин тон е намерена на километър и половина от мястото на катастрофата, а други отломки са намерени на разстояние до 14 км от местопроизшествието. На снимките от мястото на катастрофата не могат да се различат останки от голям пътнически самолет.
Има три минути разлика и в часа, когато се е разбил самолетът. Според Комисията за 11 септември Полет 93 се е разбил в 10:03 ч, но данни от сеизмографи показват удар в 10:06 ч.
Има и теория, разпространявана най-вече от популярния интернет филм Loose Change, според която Полет 93 всъщност е кацнал в Кливлънд, Охайо, а останките в Пенсилвания са от друг самолет, с който Полет 93 е бил заменен. Тази теория се основава на ранен репортаж за кацане на Полет 93 публикуван в местен вестник, който по-късно е бил оттеглен с аргумента, че е неточен.

### Съмнения за катастрофата в Пентагона
Според някои конспиративни теории американското правителство предумишлено не сваля самолета, който се е отправил към Пентагона, а според други в Пентагона изобщо не се е ударил самолет, а ракета.
Липсата на каквито и да е останки от опашката, крилата и особено от двигателите, багажа и телата на пътниците на мястото на сблъсъка на самолета с Пентагонa кара някои изследователи да оспорят твърдението на правителството, че там се е разбил Боинг 757, полет 77 на Американските авиолинии. ФБР конфискува записите от камерите в и около Пентагона минути след катастрофата под предлог „строга секретност“ и едва под натиска на обществени групи, поискали записите през 2004 година, те са направени обществено достояние през 2006 година. Въпреки това, поради отдалечеността и наличието само на отделни кадри, те не могат безспорно да опровергаят твърденията, че липсва каквото и да е доказателство за сблъсък на полет 77 с Пентагона. Видими са малкият размер на дупката в Пентагона, както и ограничената дълбочината на щетите – едва до третия пръстен, но фактически при размах 64,4 м на крилата и дължина 70,6 м на Боинг 747 са срутени едва към 40 м от фасадата и сградата главно на първия такъв, формата на поражението – сякаш няколкото пострадали секции на сградата са отрязани с контролиран взрив, положението на посочените останки от самолетни части сякаш разпилени по тревната площ, а не тежко обгорели и забити дълбоко в нея, както би следвало да е при висока скорост на падане, удар и експлозия, води до предположения за инсценировка с възможно използване на крилата ракета или на малък разузнавателен самолет (напр. Global Hawk или A-3 Sky Warrior). От друга страна много очевидци твърдят, че са видели Боинг 757 на Американските авиолинии да прелита над главите им и/или да се блъска в Пентагона.
През юни 2007 година изследователят Калъм Дъглас от организацията „Пилоти за истината за 11 септември“ представя анализ, основаващ се на черната кутия на полет 77. Установени са разлики между данните от нея и официалната версия за траекторията на самолета.
Западното крило на Пентагона, което е ударено на 11 септември, е подложено на ремонт по същото време, поради което броят на персонала е намален, а по това време кабинетите на министъра на отбраната Доналд Ръмсфелд и генералите от генералния щаб се намират в противоположната страна на сградата.
- Пентагонът преди рухването на външната стена, 11 септември 2001 г.
- Пентагонът след рухването на външната стена, 11.9.2001 г.
- Отломки от въпросния самолет край Пентагона

### Теория за контролираното разрушаване на Кулите близнаци
Срутването на Кулите близнаци според конспиративните теории става не по причина сблъсъка със самолет и последвалия го пожар, а с помощта на експлозиви, поставени предварително в сградите. Според Националния институт за стандарти и технологии (НИСТ) пожарът в кулите причинява отслабване на стоманената носеща конструкция, вследствие на което горните етажи на небостъргачите поддават, а долните етажи не могат да удържат на натиска на тежестта. Докладът на НИСТ описва обстоятелствата, довели до започване на процеса на срутване, след което твърди, че пълното срутване е било неизбежно, но не дава никакво описание на поведението на конструкциите след началото на срутването. Кулите близнаци са планирани да устоят не на един, а на многократни сблъсъци с Боинг 707, най-големият пътнически самолет за своето време, голям почти колкото Боинг 767 (каквито са самолетите на полет 11 и полет 175). Както преди, така и след 11 септември 2001 година, небостъргачи със стоманена конструкция никога не са се срутвали вследствие на пожар.. За сравнение, Кулите близнаци се разпадат на прах след като са горели съответно само 56 и 102 минути.
Теорията за контролираното разрушаване на Кулите близнаци и сграда 7 се подкрепя от над 1500 архитекти и инженери, които създават своя организация за разследване на атентатите. Теорията е изложена в книгата „11 септември и Американската империя: Интелектуалците не мълчат“ на професора по теология и философия Дейвид Рей Грифин, а американският физик Стивън Джоунс през 2005 година също изнася своите аргументи в подкрепа на тази теория. През 2006 година професор Джоунс излиза с хипотезата, че за разрушението на Кулите близнаци е използван нано-термит, съединение, използвано предимно от военните. След него и други учени съобщават, че са намерили нано-термит в праха от срутените кули. Стивън Джоунс обаче не може да даде обяснение как това огромно количество нано-термит и други материали са попаднали в сградата,/ без да привлекат внимание.
В подкрепа на хипотезата за детониране на експлозиви се обявяват известни актьори каро Чарли Шийн, Роузи О'Донъл, бившият губернатор на Минесота Джеси Вентура, нобеловият лауреат Дарио Фо и писателят Гор Видал. За поставени предварително в сградата и детонирани от разстояние експлозиви се изтъкват следните аргументи:
- Краткотрайността на пожарите (56 и 104 минути съответно), липсата на достатъчно кислород, фактът, че керосинът от самолетите е изгорял за броени минути след удара, както и високата проводимост и огромното количество на стоманата не са достатъчни за да доведат до пълното разрушение.
- Внезапността на срутванията се посочва като друга причина за наличие на експлозиви. Сградите започват да се срутват бързо и изведнъж, като струи от пушек и прах са изхвърляни хоризонтално от всички страни на сградата, няколко етажа под линията на пулверизация.
- Времето, за което Кулите падат, е близко до времето за свободно падане на тяло (в случая около десет секунди).[63] Долните етажи би трябвало да окажат съпротива и да спрат, забавят или отклонят падането на горните етажи, но в действителност това не се случва.[64]
- Симетричността на срутванията, т.е. напълно вертикалното и едновременно срутване във всички посоки по отношение на вертикалната ос, е характерно само за контролирано разрушение с употребата на експлозиви.

| Северната кула експлодира от Дейвид Чандлър – субтитри на български |
| ------------------------------------------------------------------- |

- Пулверизирането на бетона е друга важна точка на изследванията. За превръщането на големи количества бетон във фин прах, който се разстила като пирокластни облаци над Южен Манхатън и от чието вдишване впоследствие страдат спасителните работници, е нужна енергия много по-голяма от тази, освободена от падането на сградите под действието на тежестта.[69] Горната част на Южната кула, състояща се от няколко етажа, започва да пада настрани, но малко след това е пулверизирана.
- Подобните на гъба експлозии с размер около три пъти диаметъра на Кулите близнаци.[70][71]
- Изхвърлянето на отломки на десетки метри разстояние, според архитекти и инженери от Движението за истината за 11 септември, също е необяснимо. Стоманени греди са изхвърлени с такава сила, че са забити в съседни сгради.[72] Срутване само под силата на тежестта не може да обясни голямото количество енергия и механизма на това явление.
- Наблюдаването на изтичане на разтопен метал (най-вероятно течно желязо) от Южната кула минути преди тя да се срути остава необяснено.[73]
- Наличието на втечнена стомана под развалините е друг факт, водещ до заключението за употребата на експлозиви и/или нано-термит.[74][75] НИСТ признава, че пожарите не са достатъчно горещи, за да могат да разтопят стоманата, но не изключва възможността това да е разтопен алуминий (наличието на алуминий по-късно е опровергано след анализ).
- Пълното разрушение – според изчисленията на инженера Гордън Рос, блокът от горни етажи, който е поддал, няма достатъчен импулс, за да унищожи напълно небостъргачите, т.е. срутването би трябвало да бъде ограничено или прекратено.[64] Сградите са изчислени да устоят на земетресения и ветрове с ураганна сила, които по принцип имат много по-голям разрушителен ефект от удар със самолет.[76] Но от сградите не остава почти нищо.
- Има неимоверно много свидетелски показания за експлозии в Кулите, включително от пожарникари и журналисти.[77][78] Някои от тях твърдят, че е имало експлозии в подземието на сградите преди те да започнат да падат.
- Сеизмични центрове в радиус от 20 мили от кулите регистрират засилена сеизмична активност малко преди и в началото на срутването, преди първите отломки да достигнат земята.[79]

Съществуват и други интересни съвпадения и все още неизяснени положения. Кметът на Ню Йорк Руди Джулиани заявява пред телевизия ABC, че е бил уведомен, че се очаква Южната кула да се срути. Братът на Джордж У. Буш, Марвин Буш и техният братовчед Уирт Уокър III, са директори в компанията Секюраком (Сратесек), която осигурява охраната на Световния търговски център до самия ден на атентатите. В седмиците преди 11 септември в Кулите има ремонтни работи, изключван е електрическият ток и специално обучени кучета за търсене на експлозиви са извеждани от сградата. Компанията също така охранява международните летища, откъдето излитат полети 77, 175 и 93. Служители на Федералната агенция за борба с извънредни ситуации имат предварително насрочено учение в Ню Йорк за 12 септември 2001 година и на 11 септември се намират там, което позволява веднага да поемат управлението на „кота нула“. През 2006 година Джордж У. Буш заявява, че при разпит на Халид Шейх Мохамед (обявен за ръководител и организатор на атентатите от 11 септември) е получена информация, според която е планирано експлозивите в небостъргачите да бъдат поставени на достатъчно високо ниво, така че хората в капана на пожарите да не могат да се спасят.
През юни 2008 година сенаторът на Аризона Карън Джонсън внася официално писмо в кабинета на сенатора Джон Маккейн с молба да се срещне с група професионалисти, с които да дискутира събитията от 11 септември 2001 година. Тя също така произнася реч в Сената на Аризона, с което показва подкрепа на теориите за контролирано разрушение на Кулите.
Националният институт за стандарти и технологии (НИСТ) заключава, че вече приетата версия е достатъчна за обяснение на разрушението на сградите. НИСТ и много учени отказват да влизат в дебат с поддръжниците на конспиративните теории, защото смятат, че това би им придало илюзия за правдоподобност. Специалистите по структурна механика и структурно инженерство общо взето приемат модела на причинено от пожарите и гравитацията срутване на Световния търговски център без използване на експлозиви. В резултат на това НИСТ заявява, че не са извършвани никакви тестове, от какъвто и да е вид, за откриване на остатъци от експлозивни материали в останките на сградите.

### Теория за контролираното разрушаване на СТЦ 7
| Разрешаване на мистерията на СТЦ 7 – субтитри на български Срутването на СТЦ 7 Репортажът на Би Би Си 20 минути преди срутването на СТЦ 7 |
| --- |

В 17:20 ч. на 11 септември 2001 година 47-етажната сграда със стоманено-бетонна конструкция на Световния търговски център 7 се срутва напълно, симетрично и в основата си. Срутването трае 6,6 секунди и привържениците на конспиративните теории го считат за класически пример на предварително подготвено контролирано разрушаване. Националният институт по стандарти и технологии посочва СТЦ 7 като първия случай на срутване на небостъргач вследствие само на пожар.
В сградата са се намирали основно офиси на няколко инвестиционни и застрахователни фирми, но малка част е заемана от тези на Секретната служба на САЩ, Службата за вътрешните приходи, Централното разузнавателно управление и Министерството на отбраната.
СТЦ 7 не е ударен от самолет, а само от отломки, изхвърлени при срутването на СТЦ 1 и СТЦ 2, които са се намирали на 150 м разстояние. Отломките причиняват пожар, който продължава седем часа, но с огъня не се води продължителна и упорита борба поради ограничеността му. Сградата е евакуирана, около нея се установява периметър в очакване на срутването, а репортерката на Би Би Си Джейн Стендли съобщава в ефир за срутването ѝ около 20 минути преди то да се случи. В отговор на запитване от Би Би Си заявяват, че много други телевизионни станции са споменавали в новините, че срутването на СТЦ 7 е неизбежно и че Би Би Си вече не притежава оригиналните кадри от предаването на 11 септември 2001 година.
Собственик на СТЦ 7 е Лари Силвърстийн, който няколко месеца преди това взема под наем и Кулите близнаци. В интервю за американската обществена телевизия през 2002 година той казва, че е било взето решение сградата да бъде „дръпната“ (pull it). Силвърстийн по-късно обяснява, че е имал предвид пожарникарите да бъдат „издърпани“, а не сградата, макар че пожарникари по това време в сградата не е имало.
Американският физик Стивън Джоунс счита, че наличието на сяра, много високи температури в продължение на дни, както и на разтопен метал в развалините на СТЦ 7 говори за използването на взривни вещества и контролирано разрушаване. Вследствие на тези си изказвания професорът е пенсиониран преждевременно. В противовес професорът по металургия Ричард Сисън уверява, че сярата е от гипсовото покритие на стените. Хюго Бахман и Йорг Шнайдер, професори от Швейцарския технологичен институт считат, че сградата е съборена умишлено с предварителна подготовка. Техните заключения са базирани на задълбоченото изследване на малкото запазени видеозаписи.
Националният институт по стандарти и технологии започва разследване по срутването на СТЦ 7 през 2002 година и излиза със заключение едва през август 2008 година. Закъснението се обяснява със сложността на компютърния модел и с допълнителната информация, получена по-късно. Това закъснение поражда подозрения, че НИСТ всъщност не са могли да установят истинската причина за срутването. Според заключението, причината за срутването на сградата са пожарите – те водят най-напред до разрушаването на 13-и етаж и заедно с това на много важна колона, наречена колона 79, след което цялостното срутване е било неизбежно. Почти веднага след излизането на доклада на Националния институт по стандарти и технологии група от архитекти, учени и инженери публикува отговор, в който оспорва и опровергава много точки от официалното становище.. На 20 ноември 2008 година Националният институт по стандарти и технологии публикува окончателния си доклад като съсредоточава вниманието си изключително на разрушената колона 79.
Поддръжниците на конспиративната теория смятат, че е възможно операцията по унищожаването на Кулите близнаци да е била ръководена именно от СТЦ 7 и с цел унищожаване на доказателства да се е налагало разрушаването на цялата сграда.

### Потулване и унищожаване на доказателства
Привържениците на теориите за заговор твърдят, че се наблюдават определени закономерности в поведението на официалните лица, занимавали се с разследването на атаките от 11 септември 2001 година и че има умишлено укриване и унищожаване на важни веществени доказателства.

#### Изчезването на черните кутии
Според Доклада на комисията за 11 септември черните кутии от самолетите (полет 11 и 175), блъснали се в Кулите близнаци, не са намерени. Обаче според работниците Майкъл Белоне и Никола ДеМаси, участвали активно в почистването на останките от Световния търговски център, три от четирите черни кутии са намерени, след което са били прибрани от служители на ФБР. Говорителят на Националния борд за транспортна безопасност Тед Лопаткиевич казва, че не знае за друг случай на вътрешен полет, при който да не са намерени черните кутии на катастрофиралите самолети. Черните кутии от полети 77 и 93 са открити, но според ФБР са силно повредени и деформирани.

#### Претопяване на металните колони
Под ръководството на кмета на Ню Йорк Руди Джулиани останките на стоманените колони, изграждащи ядрата на Кулите близнаци, както и тези от СТЦ 7, са изпратени веднага за претопяване.

#### Унищожаване на записи
Касети със записи на интервюта със самолетни диспечери, отговорни за въздушния трафик на 11 септември, са умишлено унищожени.
ФБР конфискува записите от камерите за сигурност, разположени около Пентагона, минути след сблъсъка и за известно време отказва да ги покаже. Под натиска на обществеността са пуснати пет кадъра, но поради лошото им качество и това, че са случайно подбрани, те не позволяват да се определи какъв точно самолет се е блъснал в Пентагона. На кадрите не се вижда никакъв самолет, само огнено кълбо.

### Поведението на Джордж У. Буш по време и след атентата
На 7 септември 2001 година братът на Джордж У. Буш, губернаторът на Флорида Джеб Буш, свиква националната гвардия в случай на нужда за борба с безредици или природни бедствия.
На сутринта на 11 септември 2001 година президентът Джордж У. Буш пристига в основното училище в Сарасота, Флорида, където има предварително уговорена среща с ученици. Още преди да влезе в училището, той е уведомен, че самолет се е разбил в Световния търговски център. Президентът продължава да чете книжката „Козлето“ с учениците дори след като началникът на кабинета Андрю Кард му прошепва на ухото за втори самолет, разбил се в Южната кула. Това е достатъчно за вярващите в заговор да обвинят Буш и ръководителя на неговата охрана за предварителна информация за атентатите. Обяснението на Буш е, че е искал да покаже сила и спокойствие и да не предизвика паника с бързото си напускане.

В реч към ООН на 10 ноември 2001 година, още преди зараждането на Движението за истината за 11 септември, президентът Джордж У. Буш заявява: 
| „ | Трябва да казваме истината за терора. Нека никога не толерираме възмутителни конспиративни теории за атаките от 11 септември; злонамерени лъжи, които се опитват да прехвърлят вината далече от самите терористи, далече от виновните.“ | “ |

В края на 2001 година и началото на 2002 година Буш заявява, че е видял сблъсъка на първия самолет по телевизията в основното училище във Флорида, събитие, което по това време не е предавано по телевизията. Той нарича атентатите от 11 септември „Пърл Харбър на 21 век“.
Буш неохотно назначава Kомисия за разследването на атентатите от 11 септември едва 411 дни след събитията поради обществен натиск, като предлага Хенри Кисинджър за неин председател и бюджет от три милиона долара, по-малко от бюджета за разследване на скандала с Моника Люински. Кисинджър отказва след среща с роднини на загинали при атентатите и за редактор на Доклада на комисията за 11 септември е назначен свързаният с администрацията на Буш Филип Зеликоу. Буш се съгласява да даде показания пред Комисията за 11 септември, но само при условие да се състои в Белия дом заедно и едновременно с вицепрезидента Чейни и без водене на записки.

## Възможни мотиви

### Pax Americana
Професор Дейвид Рей Грифин, виден представител на Движението за истината за 11 септември, твърди, че глобален Pax Americana (от латински – американски мир, по аналогия с Pax Romana по време на Римската империя) е мечта на много от членовете на администрацията на Буш. Тази мечта за първи път е изразена в доклада на Пол Улфовиц Ръководство за планиране на отбраната през 1992 година, изготвен за тогавашния министър на отбраната Дик Чейни и последван от Проект за новия американски век (Възстановяване на американската отбрана: стратегии, сили и ресурси за нов век). Тези документи са всъщност план за дълготрайна американска глобална хегемония. В своята лекция 11 септември: митът и реалността  Грифин казва:
| “ | За постигането на тази цел (глобалната американска хегемония) са необходими четири неща: 1. Придобиване на контрол върху световния петрол, особено в Централна Азия и Близкия изток, а администрацията на Буш/Чейни дойде на власт с планове за нападение срещу Ирак и Афганистан 2. Технологичната трансформация на военните, в която воденето на военни действия от космоса ще стане централно. 3. Огромно увеличаване на бюджета за отбрана, за да се финансират войните и въоръжаването в космоса. 4. Промяна на доктрината за предварителен удар, така че Америка да може да напада други страни дори те да не представляват непосредствена опасност. Тези четири елемента изискват събитие, което да подготви американското общество за изпълняването на горната имперска политика. | ” |

### Нов световен ред
Във Възстановяването на американската отбрана, доклад, предвиждащ установяване на световна военна доминация на САЩ, написан през септември 2000 година от членове и сътрудници на Проекта за новия американски век (организация, чиито членове включват Дик Чейни, Доналд Ръмсфелд, Джеб Буш, Пол Улфовиц, Джон Болтън, Залмей Халилзад, Луис Либи и др.), е изказано следното предвиждане:
| “ | Въпреки че процесът на трансформация носи революционна промяна, е вероятно той да бъде дълъг при отсъствието на някакво унищожително и ускоряващо го събитие – като нов Пърл Харбър. | ” |

След събитието Буш нарича атаките от 11 септември 2001 година именно „Новият Пърл Харбър“.
От определени среди се лансира идеята, че съществува „правителство в сянка“, което контролира Белия дом и регулира двете основни политически партии в САЩ. Според тези определени среди това правителство също така контролира официалните медии и най-крупните корпорации в света. Идеята на поддръжниците на тази теория е, че това „правителство в сянка“ е образувано много отдавна и се състои от същата група хора, която през 1913 година създава Федералния резерв, след това организира и подкрепя Болшевишката революция от 1917 година в Русия и най-накрая спомага за издигането на власт на нацистката партия в Германия. В този смисъл действията на местна почва на администрацията на Буш след 11 септември 2001 година се разглеждат като аналогични на действията на нацистката партия в Германия след запалването на Райхстага.
Някои смятат, че войната в Афганистан е била планирана преди атаките от 11 септември и че е възможно кръгове с интерес в наркотрафика да са насърчили нападението над Афганистан, тъй като правителството на талибаните забранява производството на опиум, а скоро след нахлуването на войските на САЩ то е възстановено и процъфтява. Би Би Си съобщава на 18 септември 2001 година, че официални кръгове в Пакистан са били информирани от висшестоящи кръгове в САЩ, че военните действия в Афганистан ще започнат в средата на октомври. MSNBC съобщава на 16 май 2002 година, че президентът Джордж Буш е получил плановете за нападение над Ал-Каида на 9 септември 2001 година.
Колкото до войната в Ирак от 2003 година, приближени на Буш признават, че още с встъпването си в длъжност той е търсел начин да нападне Ирак и че главният мотив е бил петролът.

### Финансови интриги
Строителният магнат Лари Силвърстийн спечелва на търг Кулите близнаци за срок на лизинг от 99 години през юли 2001 година и ги застрахова срещу терористични атаки, застраховка, която не са имали преди това. Застрахователните компании сред срутването на Кулите му изплащат $7 млрд. долара и той прави голяма печалба, понеже заявява, че двете катастрофи са два отделни терористични акта.
Според изследователя Джим Хофман небостъргачите са работели на загуба, защото много от офисите са били празни. Отделно колоните е трябвало да бъдат почистени от азбеста, който са натрупали, операция, която е щяла да бъде много трудна и много скъпа. Законното събаряне на небостъргачите също е щяло да бъде изключително скъпо.
На 10 септември 2001 година министърът на отбраната Доналд Ръмсфелд казва на специална пресконференция, че от сметките на Пантагона липсват $ 2,3 трилиона. Поради атентатите на следващия ден на тази информация не е обърнато особено внимание.
На 16 септември 2001 година директорката на американската Агенция за опазване на околната среда Кристин Скот Уитмън обявява въздуха в Манхатън за безопасен под натиска от Белия дом. Има заведени много дела срещу правителството, защото голям брой хора са се разболели от токсичността на въздуха, който са дишали в този период.

## Последици

### Патриотичният акт и атаките с антракс
На 16 септември 2001 година администрацията на Буш предлага на Конгреса за приемане т.нар. Патриотичен акт, който силно ограничава правата и свободите на американските граждани и разширява правата на ФБР по подслушването и следенето по Интернет. За много хора този закон е в нарушение на четвъртата поправка на Конституцията. Счита се, че не може този закон да е бил изготвен в отговор на събитията от 11 септември поради краткия срок. След гласуване на закона от Сената, Буш го подписва на 26 октомври 2001 година.
Бързото приемане на закона се подпомага и от засилената атмосфера на страх, създадена от атаките с антракс между 18 септември и 9 октомври 2001 година срещу видни членове на Сената. Никой не е обвинен и осъден за атаките с антракс, но се твърди, че щамът антракс, използван за атаките, е произведен в САЩ.

## Обществени настроения и социологически проучвания
| „              | Официалната версия за 11 септември е обида за ума | “ |
| Джулието Киеза |                                                   |   |

Според проучвания на New York Times и CNN, поне половината от възрастните американци обвиняват правителството на Буш за атентатите и около 53% от тях считат, че Буш крие истината. Според проучване на New York Times и CBS от 2006 година само 16 % от американците вярват в официалната версия за атентатите, а 84% изпитват по-големи или по-малки съмнения, че тя е достоверна. И в световен мащаб няма съгласие и общо становище по въпроса. До ноември 2008 година са създадени повече от 150 000 000 Интернет страници, посветени на конспиративните теории за 11 септември.
Въпреки че веднага след атаките посоченият за техен организатор Осама бин Ладен отхвърля отговорност за тяхното извършване, впоследствие се появяват видео записи, на които Бин Ладен поема отговорност за атаките. Автентичността на тези записи обаче е поставена под съмнение. На страницата на ФБР за Бин Ладен атентатите от 11 септември не се споменават. В отговор на запитване по този въпрос представител на ФБР казва, че „ФБР няма категорични и безспорни доказателства, свързващи Бин Ладен с атентатите от 11 септември.“
Публикувани доклади и статии от американския Национален институт за стандарти и технологии (НИСТ), списание Popular Mechanics и основните медии отричат конспиративните теории за 11 септември. Общността на гражданските инженери като цяло приема, че катастрофите на самолетите и последвалите пожари са причинили рухването на Кулите близнаци, а не контролирани разрушавания.
Все пак НИСТ признава, че не може да обясни докрай факта за пълното разрушаване на зданията, тъй като не е останал нито един здрав етаж, дори бюро или компютър.
Френският журналист и политически експерт Тиери Мейсан, автор на няколко книги за събитията от 11 септември 2001 година, задава въпросите: „Дали подобна операция може да бъде замислена и ръководена от една пещера в Афганистан и осъществена от шепа ислямисти?“ и „Дали наистина Бин Ладен е скъсал с ЦРУ и се е превърнал във враг на Америка?“, след което продължава: „Ако енергийното лоби е първият печеливш от войната с Афганистан, то военнопромишленото лоби е големият победител от 11 септември... Остава да разберем кой на нашата планета ще плати сметката“.
На онлайн анкета, проведена от CNN през 2004 година с въпрос към зрителите: „Мислите ли, че правителството на САЩ скрива информация за атентатите от 11 септември 2001 година?“ („Do you believe there is a U.S. government cover-up surrounding 9/11“?) положително отговарят 89% от гласувалите. През 2007 година на официалната версия вярват 63,6% от американците, а 26,4% са уверени, че правителството е имало предварителна информация. Според проучване, проведено през май 2011 година и спонсорирано от „Remember Building 7“, 48% от нюйоркчани подкрепят ново разследване на срутването на Световен търговски център 7
На 65-а сесия на Генералната Асамблея на ООН в Ню Йорк през септември 2010 година президентът на Иран Махмуд Ахмадинежад заяви, че виновни за взривовете в Световния търговски център на 11 септември могат да са или могъщи, но никому неизвестни терористи, или самите представители на американската администрация, които е трябвало да спасяват икономиката, или терористи, ползващи помощта на представители на американското правителство: „Някои представители на ръководството на САЩ сами са организирали този атентат, за да спрат падането на американската икономика и да усилят влиянието си в Близкия изток, за да спасят ционисткия режим. Повечето американци и политици в целия свят поддържат тази гледна точка“.
Президентът на САЩ Барак Обама по този повод дава интервю на BBC Persian, излъчваща на езика фарси, и нарича думите на Ахмадинежад „оскърбителни“, „пълни с ненавист“, „непростими“. След този случай САЩ подхваща информационна война срещу режима на Ахмадинежад с цел „правилно просвещение“ на иранското население.
На 25 септември 2010 година Ахмединежад заявява че трябва да се прегледат записите на бордовите дневници и черните кутии на самолетите, записани по време на атентата от 11 септември; и че „реакцията на президента на САЩ на предложението да се създаде независима комисия за разследване на обстоятелствата, свързани с атентатите от 11 септември, е била крайно неадекватна и ако американските власти укриват нещо, те са длъжни да се съгласят на такова предложение“.
По мнение на президента на Иран, „ако американците разполагат с документи, доказващи съпричастността на терористи към събитията от 11 септември, то те трябва да представят тези документи на разследващата комисия, за да се обединят усилията в борбата срещу тероризма“.

## Исторически прецеденти
- 1962 година: Президентът Джон Кенеди отказва да упълномощи изпълняването на Операция Нортуудс, предложена му от началника на генералния щаб на САЩ Лаймън Лемницър и предвиждаща извършването на терористични атентати на територията на САЩ и над Куба, включително взривяване на самолети и кораби, с цел да бъдат обвинени кубинците, което би дало претекст за нахлуване в Куба.[165]
- 1964 година: Инцидентът в залива Тонкин. Американски военни твърдят, че са нападнати от северновиетнамски катери. Впоследствие това твърдение е поставено под съмнение. Начало на войната във Виетнам.
- 1995 година: Атентатът в Оклахома Сити. Подозира се, че експлозивите в камиона, паркиран пред федералната сграда Мъра, не са били достатъчни, за да причинят такива големи щети, т.е. че в сградата са били поставени предварително експлозиви. Атентатът дава възможност на президента Бил Клинтън да заглуши нападките на контролирания от републиканците Конгрес срещу федералното правителство и да подпише закон срещу тероризма, увеличаващ пълномощията на правителството да събира информация за американските граждани.

## Критика
Критиците на тези конспиративни теории твърдят, че те са форма на конспиратизъм, обща из цялата история след травматично събитие, в което конспиративни теории се появяват като митична форма на обяснение. Томас Ийгър, професор по инженерство в MIT, казва, че те „използват 'обратния научен метод'. Те определят какво се е случило, изхвърлят данните, които не пасват на заключението им и след това обявяват откритията си като единствено възможно заключение.“ 
Интернет сайт на Държавния департамент на САЩ посвещава пространство за развенчаване на конспиративните теории.
Майкъл Шърмър, пишейки в Scientific American, казва: „Погрешното вярване, че няколко необяснени аномалии могат да подкопаят добре основана теория, лежи в дъното на всичкото конспиративно мислене. Всички доказателства за конспирация на 11 септември попадат под тази заблуда. Такива идеи лесно се опровергават чрез отбелязване, че научните теории не се градят на единични факти, а на съвпадение на доказателства, събирани от многобройни линии на изследване“.
Scientific American, Popular Mechanics, и The Skeptic's Dictionary са публикували статии, които отхвърлят различни конспиративни теории за 11 септември. Popular Mechanics е публикувало книга, озаглавена Debunking 9/11 Myths, което разширява проучванията, представени първо в статията. В предговора към книгата сенатор Джон МакКейн пише, че обвиняването на американското правителство за събитията „помрачава паметта на загубените в онзи ден“ и „експлоатира гнева и тъгата на обществото. То разтърсва вярата на американците в тяхното правителство по време, когато вярата вече е в крайно ниска точка. То отправя грозни, необосновани обвинения в изключително зло срещу съграждани американци“. Дейвид Рей Грифин е публикувал книга, озаглавена Debunking 9/11 Debunking: An Answer to Popular Mechanics and Other Defenders of the Official Conspiracy Theory,, а Джим Хофман е написал статия, наречена „Атаката на Популярна механика срещу истината“, в която напада методите, които Популярна механика използва за формиране на аргументите си.
Кас Сънстийн, харвардски професор по право, когото президентът Обама назначава като регулаторен съветник, съвместно написва доклад през 2009 година, който използва членове на движението като пример на хора, които страдат от „осакатени епистемологии“ към общественото доверие и политическата система. Той пише, че „Те не просто подкопават демократичния дебат. В крайна сметка те създават или подклаждат насилие. Ако правителството може да обори такива теории, то трябва да го направи.“ 
През юни 2011 година Кралският институт на британските архитекти е критикуван за приемане на лекция от Ричард Гейдж, президент на „Архитекти и инженери за истината за 11 септември“. Юджин Кон, бивш говорител на Американския институт на архитектите, казва, че теориите на Гейдж са „нелепи“, „Няма експлозиви“ в сградите и „Сградите определено са срутени от самолетите“. Кралският институт на британските архитекти излиза с изявление, казващо, че възприятието, че групата поддържа събития, състояли се в нейните сгради, е „за съжаление“ и казва, че ще прегледат политиката на „частното наемане“ на нейните сгради.

## Становище на Федерален апелативен съд в САЩ
През декември 2008 година американката Ейприл Гелъп подаде съдебен иск срещу бившия вицепрезидент Дик Чейни, ексминистъра на отбраната Доналд Ръмсфелд и други представители на администрацията на Джордж Уокър Буш, обвинявайки ги, че стоят зад атентатите на 11 септември 2001 година. Тя твърди, че този ден е била на работното си място в Пентагона заедно с новородения си син, „когато изведнъж мощен взрив разрушил вътрешна стена на зданието“, вследствие на което майката и детето са получили тежки черепно-мозъчни травми. Гелъп твърди, че стената не е разрушена от врязването на самолет, а „в резултат на мощна бомба, заложена в сградата по разпореждане на политическото и военното ръководство на страната“. Съдът определи доводите на Гелъп като неоснователни и глоби адвокатите ѝ Уилям Вил, Мустафа Ндануса и Денис Кънингам с 15 хиляди долара и покриване на съдебните разходи в двоен размер заради това, че „са представили нерелевантна информация по шокиращо неорганизиран начин“. Ейприл Гелъп е предупредена да не подновява съдебния иск.

### Подкрепящи конспиративните теории

#### Организации
- ((en)) Архитекти и инженери за истината за 11 септември
- ((en)) Учени за истина и справедливост за 11 септември Архив на оригинала от 2013-09-27 в Wayback Machine.
- ((en)) Пилоти за истината за 11 септември Архив на оригинала от 2008-01-09 в Wayback Machine.
- ((fr)) Какво действитено се случи? Сравненяане на октоночателния доклад на Националната комисия за терористичните атаки в САЩ и Доклада Уорън Архив на оригинала от 2009-11-29 в Wayback Machine.

#### Филми
- Разрешаване на мистерията на СТЦ 7 – субтитри на български
- Северната кула експлодира от Дейвид Чандлър – субтитри на български
- 9/11 мистерии – Разрушаването / 9/11 Mysteries – Demolitions БГ – с български субтитри
- Zeitgeist – Духът на Времето
- ((en)) 9/11: Blueprint For Truth
- ((en)) Architects & Engineers – Solving the Mystery of WTC 7 – AE911Truth.org
- ((en)) 9/11: Explosive Evidence – Experts Speak Out
- ((en)) 9/11: Пресата за истината за 9/11
- ((en)) We are Not saying, that was NO plane, Flight 77 that crashed into the Pentagon. We are saying, Where IS Flight 77, at the CRASH SITE? Архив на оригинала от 2011-10-28 в Wayback Machine.

### Отричащи конспиративните теории

#### Официални документи
- ((en)) Доклад на Комисията за 11 септември Архив на оригинала от 2016-04-23 в Wayback Machine.
- ((en)) Доклад на Националния институт за стандарти и технологии за Кулите близнаци на СТЦ
- ((en)) НИСТ: отговори на често задавани въпроси
- ((en)) Държавен департамент на САЩ Архив на оригинала от 2007-12-11 в Wayback Machine.

#### Научни списания
- ((en)) Сайънтифик Америкън
- ((en)) Популярна механика Архив на оригинала от 2006-10-11 в Wayback Machine.
- ((en)) Тайм Архив на оригинала от 2006-11-04 в Wayback Machine.
- ((fr)) Конспиративни теории за 11 септември, превод на статия от американското списание Skeptic, Френска Асоциация за Научна Информация, États-Unis, Vol.12, Numéro 4, 2006

#### Филми
- ((en)) Би Би Си документи на конспиративните теории 9/11 Архив на оригинала от 2008-03-16 в Wayback Machine.

### Внимание от страна на основните медии
- Истината за 11 септември 2001 г., Dnes.bg
- The Memorial Warriors New York Magazine
- A theory that just won't die Natonal Post
- Click Here for Conspiracy, Vanity Fair
- Who really blew up the twin towers? Guardian
- The Memorial Warriors, Daily Mail

|  | Тази статия е включена в списъка на избраните на 4 септември 2011. Тя е оценена от участниците в проекта като една от най-добрите статии на български език в Уикипедия. |